# Geovane Magno
Geovane Magno (* 14. April 1994 in Governador Valadares), mit vollständigen Namen Geovane Magno Candido Silveira, ist ein brasilianischer Fußballspieler.

## Karriere
Geovane Magno erlernte das Fußballspielen in den brasilianischen Vereinen vom São Carlos FC und CS Paraibano. Seinen ersten Vertrag unterschrieb er 2015 beim EC Primavera in Indaiatuba. Über die unterklassigen brasilianischen Vereine Grêmio Prudente, Matonense SE, São Carlos FC und dem Maringá FC wechselte er Mitte 2019 nach Vietnam. Hier unterschrieb er einen Vertrag beim Sài Gòn FC. Der Verein aus Ho-Chi-Minh-Stadt spielte in der ersten Liga des Landes, der V.League 1. Hier stand er bis Ende 2020 unter Vertrag und absolvierte 33 Erstligaspiele. Ende 2020 nahm ihn der Ligakonkurrent Hà Nội FC aus Hanoi unter Vertrag. Am 9. Januar 2021 gewann er mit Hanoi den vietnamesischen Supercup. Das Spiel gegen den Viettel FC gewann man mit 1:0. Nach einer Saison wechselte er im Dezember 2021 zum Ligakonkurrenten Viettel FC.

## Erfolge
Hà Nội FC
- Vietnamesischer Supercup-Sieger: 2021